# Martyna Trajdos
Kayra Martyna Trajdos, née le 5 avril 1989 à Bełchatów (en Pologne) est une judoka allemande qui combat dans la catégorie des moins de 63 kg, mi-moyens. Elle est championne d'Europe en 2015 et médaillée de bronze des championnats d'Europe 2018 et 2020. Elle remporte la médaille de bronze lors des Championnats du monde 2019 de Tokyo.

## Palmarès

### Compétitions internationales
| Année | Compétition           | Lieu     | Résultat | Catégorie      |
| ----- | --------------------- | -------- | -------- | -------------- |
| 2015  | Championnats d'Europe | Bakou    | 1re      | moins de 63 kg |
| 2018  | Championnats d'Europe | Tel Aviv | 3e       | moins de 63 kg |
| 2019  | Championnats du monde | Tokyo    | 3e       | moins de 63 kg |
| 2020  | Championnats d'Europe | Prague   | 3e       | moins de 63 kg |

### Tournois Grand Chelem et Grand Prix
| Année | Compétition                | Lieu          | Résultat | Catégorie      |
| ----- | -------------------------- | ------------- | -------- | -------------- |
| 2012  | Grand Slam de Moscou       | Moscou        | 2e       | moins de 63 kg |
| 2012  | Grand Prix Qingdao         | Qingdao       | 2e       | moins de 63 kg |
| 2013  | Grand Slam de Bakou        | Bakou         | 3e       | moins de 63 kg |
| 2013  | Grand Slam de Moscou       | Moscou        | 3e       | moins de 63 kg |
| 2013  | Grand Prix Qingdao         | Qingdao       | 1re      | moins de 63 kg |
| 2014  | Grand Prix Samsun          | Samsun        | 3e       | moins de 63 kg |
| 2014  | Grand Prix Havane          | La Havane     | 3e       | moins de 63 kg |
| 2014  | Grand Prix de Budapest     | Budapest      | 2e       | moins de 63 kg |
| 2014  | Grand Prix d'Oulan-Bator   | Oulan-Bator   | 3e       | moins de 63 kg |
| 2014  | Grand Prix Tashkent        | Tashkent      | 3e       | moins de 63 kg |
| 2014  | Grand Slam Abu Dhabi       | Abu Dhabi     | 3e       | moins de 63 kg |
| 2015  | Grand Prix Düsseldorf      | Düsseldorf    | 3e       | moins de 63 kg |
| 2015  | Grand Prix de Tbilissi     | Tbilissi      | 3e       | moins de 63 kg |
| 2015  | Grand Slam de Bakou        | Bakou         | 2e       | moins de 63 kg |
| 2015  | Masters                    | Rabat         | 3e       | moins de 63 kg |
| 2015  | Grand Slam de Paris        | Paris         | 3e       | moins de 63 kg |
| 2015  | Grand Prix d'Abu Dhabi     | Abu Dhabi     | 2e       | moins de 63 kg |
| 2015  | Grand Slam Tokyo           | Tokyo         | 1re      | moins de 63 kg |
| 2016  | Grand Slam Paris           | Paris         | 3e       | moins de 63 kg |
| 2017  | Grand Prix Düsseldorf      | Düsseldorf    | 2e       | moins de 63 kg |
| 2017  | Grand Slam d'Ekaterinbourg | Ekaterinbourg | 1re      | moins de 63 kg |
| 2018  | Grand Slam Paris           | Paris         | 3e       | moins de 63 kg |
| 2018  | Grand Prix Budapest        | Budapest      | 2e       | moins de 63 kg |
| 2019  | Grand Prix Tbilissi        | Tbilissi      | 3e       | moins de 63 kg |
| 2019  | Grand Slam Bakou           | Bakou         | 3e       | moins de 63 kg |
| 2019  | Grand Prix Hohhot          | Hohhot        | 1re      | moins de 63 kg |
| 2020  | Grand Prix Tel Aviv        | Tel Aviv      | 3e       | moins de 63 kg |